# Sky Deutschland
Sky Deutschland, tidigare Premiere, är ett tyskt betal-TV-bolag, vars kanaler kan ses via satellit och kabel samt Deutsche Telekoms IPTV.